# Is Your Love in Vain?
Is Your Love in Vain? – piosenka skomponowana przez Boba Dylana, nagrana przez niego w kwietniu 1978 r., wydana na albumie Street-Legal w czerwcu 1978 r.

## Historia i charakter utworu
Utwór ten został nagrany w Rundown Studios w Santa Monica w Kalifornii 28 kwietnia 1978 r. Była to czwarta sesja nagraniowa tego albumu. Producentem sesji był Don DeVito.
Piosenka ta wykazuje związki z "Can’t Help Falling in Love" Presleya jak i z bluesem Roberta Johnsona "Love in Vain". Bohaterem jest dość żałosny typ, który nie może przestać dążyć do ziemskich przyjemności, chociaż ma o nich niskie mniemanie.
Dylan wykonywał tę piosenkę na koncertach jedynie w 1978 r. i uwiecznił ją na koncertowym albumie At Budokan z tournée po krajach Dalekiego Wschodu.     

## Muzycy
Sesja 4
- Bob Dylan - gitara, wokal
- Billy Cross - gitara
- Steven Soles - gitara; wokal
- Jerry Scheff - gitara basowa
- Ian Wallace - perkusja
- Helena Springs, Jo Ann Harris, Carolyn Dennis - chórki
- Steve Douglas - saksofon tenorowy
- Alan Pasqua - organy
- David Mansfield - skrzypce
- Bobbye Hall - instrumenty perkusyjne

## Dyskografia
Single
- tylko w Anglii

Albumy
- Street-Legal (1978)
- Bob Dylan at Budokan (1979)

## Wykonania piosenki przez innych artystów
- Soyka and Yanina - Neopositive (1992)
- Show of Hands - Covers (2000)
- Barb Yungr - Every Grain of Sand: Barb Yungr Sings Bob Dylan (2002)

## Listy przebojów
|  | "Is Your Love in Vain?" | UK Singles Chart | 56 |  | Irish Singles Chart | 20 |